# UFC 271
UFC 271: Adesanya vs. Whittaker 2 fue un evento de artes marciales mixtas producido por Ultimate Fighting Championship que tuvo lugar el 12 de febrero de 2022 en el Toyota Center en Houston, Texas, Estados Unidos.

## Antecedentes
Una revancha por el Campeonato de Peso Medio de UFC entre el actual campeón Israel Adesanya y Robert Whittaker sirvió como evento principal. El par se enfrentó previamente en octubre de 2019 en UFC 243, cuando el entonces campeón interino Adesanya noqueó a Whittaker en el segundo asalto para unificar el título de peso medio.
En este evento se esperaba un combate de peso mosca entre Alex Perez y Matt Schnell. Anteriormente estaban programados para enfrentarse en cuatro ocasiones (UFC 262, UFC on ESPN: Barboza vs. Chikadze, UFC Fight Night: Brunson vs. Till y UFC 269), pero el combate se canceló en cada ocasión por diferentes motivos. En el pesaje, Perez llegó a las 128 libras y no intentó volver a intentarlo, lo que provocó que Schnell se negara a aceptar el combate de peso intermedio y que el combate se cancelara.
Un posible combate eliminatorio del título de peso medio entre Jared Cannonier y Derek Brunson estaba programado para UFC 270. Sin embargo, el emparejamiento se trasladó a este evento por razones no reveladas.
Se esperaba que Mark Madsen y Vinc Pichel se enfrentaran en un combate de peso ligero. Sin embargo, se retrasó hasta UFC 273 por razones desconocidas.
Se esperaba un combate de peso wélter entre Orion Cosce y Mike Mathetha en el evento. Sin embargo, Cosce fue retirado del combate por razones no reveladas y sustituido por Jeremiah Wells.
Para este evento se programó un combate de peso semipesado entre Maxim Grishin y Ed Herman. Sin embargo, a finales de enero, Herman se retiró por razones desconocidas y fue sustituido por William Knight. En el pesaje, Knight pesó 218 libras, 12 libras por encima del límite de peso semipesado, marcando la mayor falta de peso en la historia de la UFC. Como resultado, el combate fue cambiado a peso pesado y Knight fue multado con el 40% de su bolsa, que fue a parar a Grishin.

## Resultados
1. ↑  Por el Campeonato de Peso Medio de UFC.

## Premios de bonificación
Los siguientes luchadores recibieron bonificaciones de $50000 dólares.
- Pelea de la Noche: Douglas Silva de Andrade vs. Sergey Morozov
- Actuación de la Noche: Tai Tuivasa y Jared Cannonier